# Nicholas Buckland
Nicholas Buckland (ur. 9 czerwca 1989 w Nottingham) – brytyjski łyżwiarz figurowy, startujący w parach tanecznych z Penny Coomes. Trzykrotny uczestnik igrzysk olimpijskich (2010, 2014, 2018), brązowy medalista mistrzostw Europy (2014), medalista zawodów z cyklu Grand Prix i Challenger Series, 5-krotny mistrz Wielkiej Brytanii (2012–2014, 2016, 2018). Zakończył karierę amatorską w 2018 roku.
Rodzice jego matki Julie, z zawodu prawniczki, byli związani ze sportami lodowymi. Dziadek Bryan Grummitt był łyżwiarzem szybkim, a babcia Jean łyżwiarką figurową w konkurencji par tanecznych. Ma młodszego brata Josepha, również łyżwiarza figurowego występującego w parach tanecznych. 24 grudnia 2018 roku Buckland zaręczył się ze swoją partnerką sportową Penny Coomes.

## Osiągnięcia

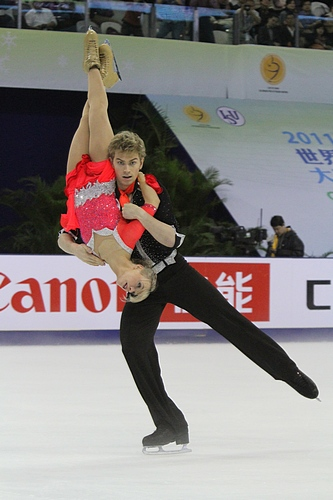
Coomes i Buckland na zawodach Cup of China 2011

Z Penny Coomes
| Zawody                                | 05–06          | 06–07          | 07–08          | 08–09          | 09–10          | 10–11          | 11–12          | 12–13          | 13–14          | 14–15          | 15–16          | 16–17          | 17–18          |                |                |                |                |
| Międzynarodowe                        | Międzynarodowe | Międzynarodowe | Międzynarodowe | Międzynarodowe | Międzynarodowe | Międzynarodowe | Międzynarodowe | Międzynarodowe | Międzynarodowe | Międzynarodowe | Międzynarodowe | Międzynarodowe | Międzynarodowe | Międzynarodowe | Międzynarodowe | Międzynarodowe | Międzynarodowe |
| ------------------------------------- | -------------- | -------------- | -------------- | -------------- | -------------- | -------------- | -------------- | -------------- | -------------- | -------------- | -------------- | -------------- | -------------- | -------------- | -------------- | -------------- | -------------- |
| Igrzyska olimpijskie                  |                |                |                |                | 20             |                |                |                | 10             |                |                |                | 11             |                |                |                |                |
| Mistrzostwa świata                    |                |                |                |                |                | 16             | 14             | 13             | 9              | WD             | 7              |                | WD             |                |                |                |                |
| Mistrzostwa Europy                    |                |                |                |                | 16             | 14             | 6              | 5              | 3              | WD             | 6              |                | 7              |                |                |                |                |
| GP Cup of China                       |                |                |                |                |                |                | 4              |                |                |                |                |                |                |                |                |                |                |
| GP NHK Trophy                         |                |                |                |                |                | 8              |                | 6              |                | 5              | 5              | WD             | 7              |                |                |                |                |
| GP Rostelecom Cup                     |                |                |                |                |                |                |                | 7              |                | 3              |                |                |                |                |                |                |                |
| GP Skate America                      |                |                |                |                |                | 8              |                |                |                |                |                |                |                |                |                |                |                |
| GP Trophée de France                  |                |                |                |                |                |                |                |                | 7              |                | 4              | WD             |                |                |                |                |                |
| CS Memoriał Ondreja Nepeli            |                |                |                |                |                |                |                |                |                |                | 2              |                |                |                |                |                |                |
| CS Nebelhorn Trophy                   |                |                |                |                |                |                |                |                |                |                |                |                | 1              |                |                |                |                |
| Bavarian Open                         |                |                |                |                |                |                |                | 1              |                |                | 1              |                |                |                |                |                |                |
| Finlandia Trophy                      |                |                |                | 9              |                |                |                |                |                |                |                |                |                |                |                |                |                |
| Golden Spin Zagrzeb                   |                |                |                | WD             | 3              |                | 2              |                |                |                |                |                |                |                |                |                |                |
| Ice Challenge                         |                |                |                |                | 9              |                |                |                |                |                |                |                |                |                |                |                |                |
| International Cup of Nice             |                |                |                |                |                | 3              |                |                |                | 1              |                |                | 1              |                |                |                |                |
| Memoriał Ondreja Nepeli               |                |                |                |                | 4              | 4              |                |                | 1              |                |                |                |                |                |                |                |                |
| Mentor Toruń Cup                      |                |                |                |                |                |                | 1              |                |                |                |                |                |                |                |                |                |                |
| NRW Trophy                            |                |                |                |                |                |                |                |                |                | 1              |                |                |                |                |                |                |                |
| U.S. International Classic            |                |                |                |                |                |                |                |                | 5              |                |                |                |                |                |                |                |                |
| Zimowa Uniwersjada                    |                |                |                | 15             |                |                |                |                |                |                |                |                |                |                |                |                |                |
| Międzynarodowe: Kategorie młodzieżowe |                |                |                |                |                |                |                |                |                |                |                |                |                |                |                |                |                |
| JGP w Niemczech                       |                |                | 13             |                |                |                |                |                |                |                |                |                |                |                |                |                |                |
| JGP w Wielkiej Brytanii               |                |                | 10             |                |                |                |                |                |                |                |                |                |                |                |                |                |                |
| Krajowe                               |                |                |                |                |                |                |                |                |                |                |                |                |                |                |                |                |                |
| Mistrzostwa Wielkiej Brytanii         | 5 J            | 2 J            | 1 J            |                | 2              | WD             | 1              | 1              | 1              |                | 1              |                | 1              |                |                |                |                |
| Zawody drużynowe                      |                |                |                |                |                |                |                |                |                |                |                |                |                |                |                |                |                |
| Igrzyska olimpijskie                  |                |                |                |                |                |                |                |                | 10 T 7 P       |                |                |                |                |                |                |                |                |
| Team Challenge Cup                    |                |                |                |                |                |                |                |                |                |                | 2 T 4 P        |                |                |                |                |                |                |